# Cavaleiros Kadosh
O Cavaleiro Kadosh é um Grau Maçônico ou cerimónia de iniciação realizado por certos ramos do Antigo e Aceito Rito Escocês da Maçonaria. É o Trigésimo grau da Jurisdição Sul do Rito Escocês para os Estados Unidos da América, para o Antigo e Aceito Rito Escocês da Maçonaria do Canadá. A Jurisdição Norte Maçônica do Rito Escocês, no momento, não conferem um grau intitulado "Cavaleiro Kadosh". Em vez disso, o seu Trigésimo Grau, é intitulado como "Grande Inspetor".
O termo "Kadosh", é derivado da palavra em hebraico "קדוש", que significa sagrado ou consagrado.  "Kadosh" e "Cavaleiro Kadosh" é frequentemente, abreviado em documentos ou siglas maçônicas, como "K--H.'. e "K.'.K.'.D.'.H".

## História
O  retrato mais antigo gravado de um "Cavaleiro Kadosh",no seu Grau, pode ser vinculado no Conselho de Imperadores do Oriente e do Ocidente em 1758. Este conselho, unido em vários graus maçônicos, foi levado a cabo em Paris, no século XVIII, em França..
O "Cavaleiro Kadosh", ou originalmente, "Ilustre e Grande Comendador da Águia Branca e Negra, Grande Eleito Kadosh", fazia parte de um conjunto completo de vinte e cinco graus ou graus regidos por este Conselho. O "Cavaleiro Kadosh" foi o Vigésimo quarto Grau do complemento..
Em 1801, o primeiro e mais antigo Supremo Conselho do Rito Escocês foi fundado em Charleston, Carolina do Sul. Este órgão aprovou muitos dos graus do Conselho de Imperadores do Oriente e do Ocidente, incluindo o de "Cavaleiro Kadosh". O Grau "Cavaleiro Kadosh", foi adotado como o Grau Trigésimo e foi intitulado simplesmente como "Cavaleiro Kadosh". O grau recebeu um substancial re-escrita na década de 1850, quando Albert Pike, foi o Grande Comandante da Jurisdição Sul dos Estados Unidos. Além disso, foi revisto em 2000.
Uma forma diferente do grau de Cavaleiro Kadosh, através de um ritual, não de autoria de Pike, foi durante muitos anos realizado em Jurisdição maçônica do norte dos Estados Unidos, com sede em Lexington, Massachusetts. No entanto, nos últimos anos, o Grau de Cavaleiro Kadosh foi descartado por esse órgão totalmente.

## Lição do Grau
Como todos os Graus Maçônicos, o Grau de Cavaleiro Kadosh, tenta ensinar ao inicio de uma série de lições de moral pelo uso de alegorias e simbolismo. A descrição oficial da lição retratado no sul da Competência do Rito Escocês para os Estados Unidos da versão americana do Grau de Cavaleiro Kadosh é o seguinte:
"A lição deste Grau é de ser fiéis a nós mesmos, para defender o que é certo e justo em nossas vidas hoje. Crer em Deus, pátria e em nós mesmos."

## Controvérsia
O Grau de Cavaleiro Kadosh é por vezes acusado de ser anticatólica. Na edição de 1918 da Enciclopédia Católica, afirma que, na cerimônia em uso na Jurisdição Sul do Escocês Antigo e Aceito Rito nos Estados Unidos, pretendida ter sido escrita por Albert Pike, a Tiara Papal é pisoteado durante a iniciação. Esta afirmação não aparece em nenhum edições subseqüentes da Enciclopédia Católica, apesar de ter sido repetido pelo Padre William Saunders no Arlington Catholic Herald, em 1996.
Nem a Enciclopédia Católica, nem como conta o Padre Saunders, concorda com o ritual de Pike, que inclui de nenhum maneira, pisar ou golpear um crânio e nenhuma menção de Tiaras Papais.
No livro de Pike, intitulado Morals and Dogma of the Ancient and Accepted Scottish Rite of Freemasonry (Moral e Dogmas do Rito Escocês Antigo e Aceito Rito da Maçonaria), faz menção a hostilidade à Tiara Papal pelos históricos Cavaleiros Templários, quando se discutia o Grau Kadosh; No entanto, este é o comentário de Pike no Grau e não faz parte do Grau em si.